# Równanie falowe
Równanie falowe – matematyczne równanie różniczkowe cząstkowe drugiego rzędu opisujące ruch falowy.
Ogólną postacią równania falowego jest:
{\displaystyle {\begin{cases}{\frac {\partial {}^{2}}{\partial t^{2}}}u-c^{2}\cdot \triangle _{x}u=0,&u:\mathbb {R} ^{n}\times \mathbb {R} _{+}\to {}\mathbb {R} ,x\in \mathbb {R} ^{n},t\in \mathbb {R} _{+}\\[2pt]u(x,0)=f(x),&f:\mathbb {R} ^{n}\to \mathbb {R} \\[2pt]{\frac {\partial {}}{\partial t}}u(x,0)=g(x),&g:\mathbb {R} ^{n}\to \mathbb {R} \end{cases}}}
gdzie {\displaystyle \mathbb {R} _{+}} oznacza zbiór liczb rzeczywistych nieujemnych.
W równaniu funkcja {\displaystyle u(x,t)} jest niewiadomą opisującą wychylenie fali w punkcie {\displaystyle x} w chwili {\displaystyle t.} Zadane są początkowe położenie fali {\displaystyle f} oraz początkowy impuls {\displaystyle g.} Fizycznie stała {\displaystyle c} oznacza prędkość rozchodzenia się fali w danym ośrodku (np. prędkość fali dźwiękowej to 343 m/s dla powietrza w temp 20 stopni C). Symbol {\displaystyle \triangle _{x}} to laplasjan.
Skrótowo można wyrazić równanie falowe używając operatora d’Alemberta:
{\displaystyle \square u(x,t)=0.}
Rozwiązania równania falowego mają różne postaci i własności w zależności od parzystości wymiaru przestrzeni. Najważniejsze równania falowe to przypadki {\displaystyle n=1,2,3.}
Równanie falowe jest ważne w mechanice kwantowej, gdyż opisuje falę de Broglie’a:
{\displaystyle e^{i(Et-{\vec {r}}\circ {\vec {p}})/\hbar }.}
Równanie falowe można wyprowadzić z równań Maxwella.

## Rozwiązania równania falowego

### Równanie struny i wzór d’Alemberta
Jednowymiarowe {\displaystyle (n=1)} równanie falowe nazywa się równaniem struny lub równaniem fali płaskiej. Ma ono postać:
{\displaystyle {\begin{cases}{\frac {\partial {}^{2}}{\partial t^{2}}}u-c^{2}\cdot \triangle _{x}u=0,&u:\mathbb {R} \times \mathbb {R} _{+}\to {}\mathbb {R} \\u(x,0)=f(x),&f:\mathbb {R} \to \mathbb {R} \\[2pt]{\frac {\partial {}}{\partial t}}u(x,0)=g(x),&g:\mathbb {R} \to \mathbb {R} \end{cases}}}
Bez uwzględnienia warunków brzegowych rozwiązaniem jest:
{\displaystyle u(x,t)=\alpha (x-ct)+\beta (x+ct),}
gdzie {\displaystyle \alpha ,\beta } są dowolnie wybrane.
Przy założeniu regularności {\displaystyle f\in C^{2}(\mathbb {R} ),g\in C^{1}(\mathbb {R} )} oraz uwzględnieniu warunku brzegowego rozwiązaniem jest:
{\displaystyle u(x,t)={\frac {f(x+ct)+f(x-ct)}{2}}+{\frac {1}{2c}}\int \limits _{x-ct}^{x+ct}{g(z)\mathrm {d} z}.}
Jest to wzór d’Alemberta. Równanie struny jest wówczas poprawnie postawione.

### Równanie struny półnieskończonej
Struna półnieskończona to jednowymiarowa struna przymocowana na stałe z jednego końca. Matematycznie odpowiada dodaniu dodatkowego warunku brzegowego:
{\displaystyle u(0,t)=0} dla dowolnego {\displaystyle t\in \mathbb {R} .}
Rozwiązaniem zagadnienia struny półnieskończonej jest:
{\displaystyle {\begin{cases}u(x,t)={\frac {f(x+ct)+f(x-ct)}{2}}+{\frac {1}{2c}}\int \limits _{x-ct}^{x+ct}{g(z)\mathrm {d} z},&x\geqslant {}ct\\[2pt]u(x,t)={\frac {f(x+ct)-f(ct-x)}{2}}+{\frac {1}{2c}}\int \limits _{ct-x}^{ct+x}{g(z)\mathrm {d} z},&x<ct\end{cases}}}

### Równanie falowe w wymiarze 3 i wzór Kirchhoffa
Równanie falowe dla {\displaystyle n=3} ma postać
{\displaystyle {\begin{cases}{\frac {\partial {}^{2}}{\partial t^{2}}}u-c^{2}\cdot \triangle _{x}u=0,&u:\mathbb {R} ^{3}\times \mathbb {R} _{+}\to {}\mathbb {R} \\u(x,0)=f(x),&f:\mathbb {R} ^{3}\to \mathbb {R} \\[2pt]{\frac {\partial {}}{\partial t}}u(x,0)=g(x),&g:\mathbb {R} ^{3}\to \mathbb {R} \end{cases}}}
Rozwiązanie równania można wyprowadzić za pomocą średnich sferycznych. Przy założeniu regularności {\displaystyle f\in {}C^{3}(\mathbb {R} ^{3}),g\in {}C^{2}(\mathbb {R} ^{3})} rozwiązaniem jest:
{\displaystyle 4\pi {}c^{2}{}\cdot {}u(x,t)={\frac {\partial }{\partial t}}\left({\frac {1}{t}}\int \limits _{S^{2}(x,ct)}{f(z)\mathrm {d} \sigma (z)}\right)+{\frac {1}{t}}\int \limits _{S^{2}(x,ct)}{g(z)\mathrm {d} \sigma (z)}.}
Jest to wzór Kirchhoffa.

### Równanie falowe w wymiarze 2 i wzór Poissona
Równanie falowe dla {\displaystyle n=2} można rozwiązać metodą spadku. Przy założeniu regularności {\displaystyle f\in {}C^{3}(\mathbb {R} ^{3}),g\in {}C^{2}(\mathbb {R} ^{3})} rozwiązaniem jest:
{\displaystyle 2\pi {}c\cdot u(x,t)={\frac {\partial }{\partial t}}\left(\int \limits _{D(x,ct)}{\frac {f(z)\mathrm {d} \sigma (z)}{\sqrt {c^{2}{}t^{2}-|z-x|^{2}}}}\right)+\int \limits _{D(x,ct)}{\frac {g(z)\mathrm {d} \sigma (z)}{\sqrt {c^{2}t^{2}-|z-x|^{2}}}}.}

## Niejednorodne równanie falowe w wymiarze 3
Niejednorodne równanie falowe to równanie postaci:
{\displaystyle {\begin{cases}{\frac {\partial {}^{2}}{\partial t^{2}}}u-c^{2}\cdot \triangle _{x}u=h(x,t),&u:\mathbb {R} ^{n}\times \mathbb {R} _{+}\to {}\mathbb {R} ,x\in \mathbb {R} ^{n},t\in \mathbb {R} _{+}\\[2pt]u(x,0)=0,\\[2pt]{\frac {\partial {}}{\partial t}}u(x,0)=0,\end{cases}}}
Równanie to można rozwiązać metodą całek Duhamela.
Wynikiem jest:
{\displaystyle 4\pi {}c^{2}u(x,t)=\int \limits _{0}^{ct}{\mathrm {d} r\int \limits _{S^{2}(x,r)}{h\left(z,t-{\frac {r}{c}}\right)}\mathrm {d} \sigma (z)}.}
Zaburzenia fali rozchodzą się więc po 4-wymiarowym stożku {\displaystyle |z-x|=ct.}

## Zasada Huygensa
Zasada Huygensa opisuje pewną własność rozwiązania równania falowego, w zależności od parzystości wymiaru przestrzeni. Podamy ją na przykładzie {\displaystyle n=3} oraz {\displaystyle n=2.}
Załóżmy, że funkcje f, g mają zwarte nośniki {\displaystyle K\subseteq \mathbb {R} ^{n}.}
Niech {\displaystyle n=3.} Ze wzoru Kirchhoffa wynika wówczas, że {\displaystyle u(x,t)\neq {}0} tylko w pewnym skończonym czasie {\displaystyle t\in {}[t_{1},t_{2}].} Zatem falę, np. dźwiękową, zgodnie z doświadczeniem, słychać od pewnego momentu, przez skończony czas.
Inaczej dzieje się dla {\displaystyle n=2.} Ze wzoru Poissona wynika, iż fala zaczyna brzmieć i nigdy nie przestaje, choć jej amplituda maleje jak {\displaystyle {\frac {1}{t}}.}

## Radiacyjna strzałka czasu
Równanie falowe opisuje fale zarówno wychodzące ze źródła (opóźnione), jak i wchodzące do źródła (przyspieszone). Mimo to obserwuje się tylko te pierwsze. Tę asymetrię nazywa się radiacyjną strzałką czasu. Najbardziej fundamentalną teorią, w której występuje równanie falowe i ten efekt, jest elektrodynamika klasyczna. Z tego względu mówi się też o elektromagnetycznej strzałce czasu.